# Rikard Grönborg
Rikard Grönborg (* 6. června 1968, Huddinge, Švédsko) je bývalý švédský hokejový obránce, nyní v pozici hokejového trenéra. V trenérském působení působil hlavně u švédských výběrů různých věkových kategorií, například u "18" a "20". Momentálně působí jako hlavní trenér u švédské hokejové reprezentace, kde má smlouvu do sezóny 2018/2019.
U švédského týmu působil i v roli asistenta hlavního trenéra, když tuto funkci plnil pod Pärem Mårtsem v letech 2012-2016.